# 타츠야 마키호
타츠야 미키호(일본어: 達家 真姫宝 다쓰야 미키호[*], 2001년 10월 19일~)는 일본의 아이돌이며, 여성 아이돌 그룹 전 AKB48 팀B 멤버이다.

## 내력
2013년
- 10월 28일, 가연구생에서 15기생 연구생으로 승격.

2014년
- 2월 24일, Zepp DiverCity에서 행해진 《AKB48 그룹 대조각 축제 ~시대는 변한다. 하지만, 우리는 앞 밖에 보지 않아!~》에서, 팀A로 승격하는 것이 발표되었다[1].

2020년
- 12월 11일, AKB48를 졸업.